# Arrondissements du Bas-Rhin
Le département du Bas-Rhin, au sein de la collectivité européenne d'Alsace, comprend cinq arrondissements.

## Composition

Carte des cinq arrondissements du Bas-Rhin :
Arrondissement de Haguenau-Wissembourg
Arrondissement de Molsheim
Arrondissement de Saverne
Arrondissement de Sélestat-Erstein
Arrondissement de Strasbourg

Les cinq arrondissements actuels ont comme chefs-lieux :  Strasbourg, Haguenau (conjointement avec Wissembourg, mais sous-préfecture à Haguenau), Molsheim, Saverne, Sélestat (conjointement avec Erstein, mais sous-préfecture à Sélestat).
| Nom                                    | Code Insee | Superficie (km2) | Population (dernière pop. légale) | Densité (hab./km2) | Modifier             |
| -------------------------------------- | ---------- | ---------------- | --------------------------------- | ------------------ | -------------------- |
| Arrondissement de Haguenau-Wissembourg | 672        | 1 424,60         | 245 084 (2022)                    | 172                | modifier les données |
| Arrondissement de Molsheim             | 673        | 771,20           | 104 667 (2022)                    | 136                | modifier les données |
| Arrondissement de Saverne              | 674        | 1 241,00         | 129 260 (2022)                    | 104                | modifier les données |
| Arrondissement de Sélestat-Erstein     | 675        | 980,50           | 160 566 (2022)                    | 164                | modifier les données |
| Arrondissement de Strasbourg           | 678        | 337,60           | 517 386 (2022)                    | 1 533              | modifier les données |
| Bas-Rhin                               | 67         | 4 755,00         | 1 156 963 (2022)                  | 243                | modifier les données |

## Histoire
- 1790 : création du département du Bas-Rhin avec quatre districts : Benfeld, Haguenau, Strasbourg, Wissembourg.
- 1793 : création du district de Sarre-Union, le district de Benfeld est déplacé à Schlestadt.
- 1800 : création des arrondissements : Barr, Saverne, Strasbourg, Wissembourg.
- 1806 : la sous-préfecture de Barr est déplacée à Sélestat.
- 1871 : suppression du département, entièrement annexé par l'Allemagne et création du district de Basse-Alsace l'une des trois divisions administratives du Reichsland Elsaß-Lothringen ; le district était subdivisé en arrondissements, et sera supprimé en 1918 après le départ de l'administration allemande.
- 1918 : retour à la France et restauration du département : Erstein, Haguenau, Molsheim, Saverne, Sélestat, Strasbourg-Ville, Strasbourg-Campagne, Wissembourg.
- 1974 : les arrondissements de Sélestat et Erstein sont regroupés dans l'arrondissement de Sélestat-Erstein (sous-préfecture à Sélestat).
- 2015 : à la suite du décret no 2014-1722 du 29 décembre 2014, les arrondissements de Strasbourg-Campagne et de Wissembourg sont supprimés le 1er janvier 2015 et les arrondissements de Haguenau et de Strasbourg-Ville sont rebaptisés arrondissements de Haguenau-Wissembourg et de Strasbourg[1].

Nota : La ville de Sélestat s'est appelée Schlestadt à plusieurs périodes du XVIIIe au XXe siècle.